# Gospodarstvo Moldavije
Moldavija je zemlja u istočnoj Europi. Omeđena Ukrajinom na istoku i Rumunjskom na zapadu, bez izlaska na more. Unatoč poboljšanjima u gospodarstvu, Moldavija i dalje najsiromašnija europska zemlja.
Moldaviji blizini Crnog mora daje blagu klimu i sunčano vrijeme. Plodno tlo pogodno je za uzgoj pšenice, kukuruza, ječma, duhana, šećerne repe i soje. Široko je rasprostranjeno govedarstvo i pčelarstvo. Najpoznatiji moldavski proizvod je vino, osim vina Moldavija proizvodi liker i pjenušac. Također je poznata po proizvodnji sjemenki suncokreta, orasima, jabukama i ostalim voćem. To sve čini ovo područje idealno za poljoprivredu i prehrambenu industriju koja čini oko 40% BDP-a zemlje. 
Moldavija je doživjela gospodarske teškoće, kao i mnoge druge bivše sovjetske republike, ali nakon 2000. godine ima stabilan gospodarski rast. Od osamostaljenja do 2000. godine Moldavija je zabilježila samo jednu godinu pozitivan rast BDP. Inflacija je bila preko 105% u 1994.  da bi 2002. godine bila samo 4,4%.  Zbog devalvacije ruske rublje 1998. i suše 2003. inflacija je bila povećana. Privatizacijski rezultati 2004. godine nisu bili značajni. Privatizirano je nekoliko manjih tvrtki i jedna vinarija, ali vlada je odgodila na neodređeno vrijeme privatizaciju nekoliko većih državnih poduzeća, uključujući i dvije koje distribuiraju električnu energiju. Sporadična i neučinkovita provedba zakona, ekonomska i politička neizvjesnosti obeshrabrili su priljev izravnih stranih ulaganja. 70% od ukupne električne energije koja se potroši u Moldaviji je uvezen iz Ukrajine, a samo 30% se proizvodi u Moldaviji.